# Philippe Méthion
Philippe Méthion (13 de septiembre de 1964) es un deportista francés que compitió en triatlón.
Ganó una medalla de plata en el Campeonato Europeo de Triatlón de 1987 y una medalla de bronce en el Campeonato Europeo de Triatlón de Media Distancia de 1992.

## Palmarés internacional
| Campeonato Europeo | Campeonato Europeo | Campeonato Europeo | Campeonato Europeo |
| Año                | Lugar              | Medalla            | Prueba             |
| ------------------ | ------------------ | ------------------ | ------------------ |
| 1987               | Marsella (Francia) | Medalla de plata   | Individual         |

| Campeonato Europeo | Campeonato Europeo   | Campeonato Europeo | Campeonato Europeo |
| Año                | Lugar                | Medalla            | Prueba             |
| ------------------ | -------------------- | ------------------ | ------------------ |
| 1992               | Joroinen (Finlandia) | Medalla de bronce  | Individual         |